# Polydesmus tripunctatus
Polydesmus tripunctatus är en mångfotingart som beskrevs av Peters 1864. Polydesmus tripunctatus ingår i släktet Polydesmus och familjen plattdubbelfotingar. Inga underarter finns listade i Catalogue of Life.